# Jan Pilecki (zm. 1574)
Jan Pilecki herbu Leliwa (ur. ok. 1540, zm. w 1574 roku) – rotmistrz królewski, starosta horodelski w latach 1568–1574, stolnik przemyski w 1570 roku, poseł województwa bełskiego na sejm 1569 roku.
Syn Rafała Pileckiego i Anny Secygniowskiej. Na początku lat 60. XVI w. przebywał na dworze Zygmunta Augusta. Około 1570 roku ożenił się z Elżbietą Herburtówną. Mieli jedną córkę, Annę. Został jednym z opiekunów sierot o Świętopełku Bolestraszyckim.
Posiadał m.in. dobra klucza w Łące. Należał do nich m.in. Sokołów Małopolski, na lokację którego Pilecki uzyskał królewską zgodę. Uzyskał również zwolnienie z cła dla mieszczan należącego do niego Tyczyna.
Jako jeden z posłów, a więc przedstawicieli Korony Królestwa Polskiego, podpisał akt unii lubelskiej 1569 roku.
Był wyznawcą kalwinizmu.